# Algorisme d'Euclides ampliat
L'algorisme d'Euclides ampliat o algorisme d'Euclides estès és una millora de l'algorisme d'Euclides de càlcul del màxim comú divisor de dos nombres enters, que dona, a més del màxim comú divisor dels dos nombres, els coeficients de cadascun d'aquests dos nombres a la identitat de Bézout.

## Descripció
Siguin {\displaystyle a} i {\displaystyle b\neq 0} dos nombres enters. L'algorisme d'Euclides consisteix a construir la recurrència finita
{\displaystyle {\begin{cases}d_{1}=|a|\\d_{2}=|b|\\d_{i}=d_{i-2}-d_{i-1}q_{i}\,,\quad i>2\,,\quad 0<d_{i}<d_{i-1}\end{cases}}}
en la qual {\displaystyle d_{i}=d_{i-2}-d_{i-1}q_{i}} no és més que el residu de la divisió entera de {\displaystyle d_{i-2}} i {\displaystyle d_{i-1}} amb quocient {\displaystyle q_{i}}. La successió és estrictament decreixent i la condició {\displaystyle d_{i}>0} obliga a que sigui finita. L'últim terme, posem {\displaystyle d_{k}} arriba quan hi ha {\displaystyle q} que fa {\displaystyle d_{k-1}=d_{k}q}. La successió té, doncs, {\displaystyle k} termes i {\displaystyle d_{k}=m.c.d.(a,b)}.
Però si ara considerem aquestes altres dues recurrències finites:
{\displaystyle {\begin{cases}x_{1}=1\\x_{2}=0\\x_{i}=x_{i-2}-x_{i-1}q_{i}\,,\quad k\geq i>2\end{cases}}\qquad {\begin{cases}y_{1}=0\\y_{2}=1\\y_{i}=y_{i-2}-y_{i-1}q_{i}\,,\quad k\geq i>2\end{cases}}}
amb els valors {\displaystyle q_{i}} de la successió de l'algorisme d'Euclides, resulta que, per {\displaystyle i>2} amb {\displaystyle 0<d_{i}<d_{i-1}}, es té
{\displaystyle d_{i}=d_{1}x_{i}+d_{2}y_{i}}
com es comprova fàcilment per inducció.
Per tant, si {\displaystyle d_{k}=m.c.d.(a,b)}, resulta
{\displaystyle m.c.d.(a,b)=|a|x_{k}+|b|y_{k}}
i {\displaystyle x_{k}} i {\displaystyle y_{k}}, amb els signes adequats, són els coeficients de {\displaystyle a} i {\displaystyle b} a la identitat de Bézout.

## Càlcul pràctic
Hom sol disposar els càlculs en una graella com aquesta
| {\displaystyle 1}     | {\displaystyle 0}     | {\displaystyle x_{3}} | {\displaystyle x_{4}} | {\displaystyle x_{5}\ldots \ldots x_{i-2}} | {\displaystyle x_{i-1}} | {\displaystyle x_{i}\ldots \ldots x_{k-2}}   | {\displaystyle x_{k-1}} | {\displaystyle x_{k}} |                   |
| {\displaystyle 0}     | {\displaystyle 1}     | {\displaystyle y_{3}} | {\displaystyle y_{4}} | {\displaystyle y_{5}\ldots \ldots y_{i-2}} | {\displaystyle y_{i-1}} | {\displaystyle y_{i}\ldots \ldots y_{k-2}}   | {\displaystyle y_{k-1}} | {\displaystyle y_{k}} |                   |
|                       | {\displaystyle q_{3}} | {\displaystyle q_{4}} | {\displaystyle q_{5}} | {\displaystyle q_{6}\ldots \ldots q_{i-1}} | {\displaystyle q_{i}}   | {\displaystyle q_{i+1}\ldots \ldots q_{k-1}} | {\displaystyle q_{k}}   | {\displaystyle q}     |                   |
| {\displaystyle \|a\|} | {\displaystyle \|b\|} | {\displaystyle d_{3}} | {\displaystyle d_{4}} | {\displaystyle d_{5}\ldots \ldots d_{i-2}} | {\displaystyle d_{i-1}} | {\displaystyle d_{i}\ldots \ldots d_{k-2}}   | {\displaystyle d_{k-1}} | {\displaystyle d_{k}} | {\displaystyle 0} |

Hom comença obtenint {\displaystyle q_{3}} com a quocient de la divisió entera de {\displaystyle d_{1}} entre {\displaystyle d_{2}}, és a dir, {\displaystyle |a|} entre {\displaystyle |b|} i {\displaystyle d_{3}} a partir de {\displaystyle d_{3}=d_{1}-d_{2}q_{3}=|a|-|b|q_{3}}. Els termes {\displaystyle x_{3}} i {\displaystyle y_{3}} resulten de {\displaystyle x_{3}=x_{1}-x_{2}q_{3}=1} i {\displaystyle y_{3}=y_{1}-y_{2}q_{3}=-q_{3}}. Els termes següents, {\displaystyle q_{i}}, {\displaystyle d_{i}}, {\displaystyle x_{i}} i {\displaystyle y_{i}} s'obtenen de la mateixa manera i en el mateix ordre:
{\displaystyle {\begin{cases}q_{i}{\mbox{ }}{\acute {\mbox{e}}}{\mbox{s el quocient de la divisi}}{\acute {\mbox{o}}}{\mbox{ entera de }}d_{i-2}{\mbox{ entre }}d_{i-1}\\d_{i}=d_{i-2}-d_{i-1}q_{i}{\mbox{ }}({\acute {\mbox{e}}}{\mbox{s el residu de la divisi}}{\acute {\mbox{o}}}{\mbox{ entera de }}d_{i-2}{\mbox{ entre }}d_{i-1})\\x_{i}=x_{i-2}-x_{i-1}q_{i}\\y_{i}=y_{i-2}-y_{i-1}q_{i}\end{cases}}}
i el procés acaba quan trobem {\displaystyle d_{k-1}=d_{k}q}. Aleshores, 
{\displaystyle m.c.d.(a,b)=d_{k}=|a|x_{k}+|b|y_{k}}

## Exemple
Il·lustrem aquest procés amb un exemple: es tracta de calcular {\displaystyle m.c.d.(763,175)}:
| {\displaystyle 1}   | {\displaystyle 0}   | {\displaystyle 1}  | {\displaystyle -2} | {\displaystyle 3}   | {\displaystyle -11} |                   |
| {\displaystyle 0}   | {\displaystyle 1}   | {\displaystyle -4} | {\displaystyle 9}  | {\displaystyle -13} | {\displaystyle 48}  |                   |
|                     | {\displaystyle 4}   | {\displaystyle 2}  | {\displaystyle 1}  | {\displaystyle 3}   | {\displaystyle 2}   |                   |
| {\displaystyle 763} | {\displaystyle 175} | {\displaystyle 63} | {\displaystyle 49} | {\displaystyle 14}  | {\displaystyle 7}   | {\displaystyle 0} |

que prové de
| {\displaystyle 1}   | {\displaystyle 0}             | {\displaystyle 1=1-4\cdot 0}      | {\displaystyle -2=0-2\cdot 1}    | {\displaystyle 3=1-1\cdot (-2)} | {\displaystyle -11=-2-3\cdot 3}   |                               |
| {\displaystyle 0}   | {\displaystyle 1}             | {\displaystyle -4=0-4\cdot 1}     | {\displaystyle 9=1-2\cdot (-4)}  | {\displaystyle -13=-4-1\cdot 9} | {\displaystyle 48=9-3\cdot (-13)} |                               |
|                     | {\displaystyle 4=763\div 175} | {\displaystyle 2=175\div 63}      | {\displaystyle 1=63\div 49}      | {\displaystyle 3=49\div 14}     | {\displaystyle 2=14\div 7}        |                               |
| {\displaystyle 763} | {\displaystyle 175}           | {\displaystyle 63=763-175\cdot 4} | {\displaystyle 49=175-63\cdot 2} | {\displaystyle 14=63-1\cdot 49} | {\displaystyle 7=49-3\cdot 14}    | {\displaystyle 0=14-2\cdot 7} |

(Les divisions {\displaystyle a\div b} se sobreentenen enteres) Aleshores, {\displaystyle m.c.d.(763,175)=7=763\cdot (-11)+175\cdot 48}.